# 南帕嘎区
南帕嘎区，是缅甸联邦第一特区贵概县下辖的一个区。

## 行政区划
南帕嘎区下辖以下等乡镇：
- 南帕嘎镇
- 勐育乡[2]
- 户勐乡：户勐村